# Van Hool
Van Hool (МФА: [vɑn ˈɦoːl] Ван Хол) — бельгійська машинобудівна компанія, що розташовується в районі Конінгсхойкт містечка Лір. Фірма спеціалізується на виробництві автобусів, тролейбусів, напівпричепів.
10 квітня 2024 року було оголошено, що довірені особи Van Hool прийняли пропозицію про поглинання від нідерландського виробника автобусів VDL та німецького виробника напівпричепів Schmitz Cargobull.

## Історія

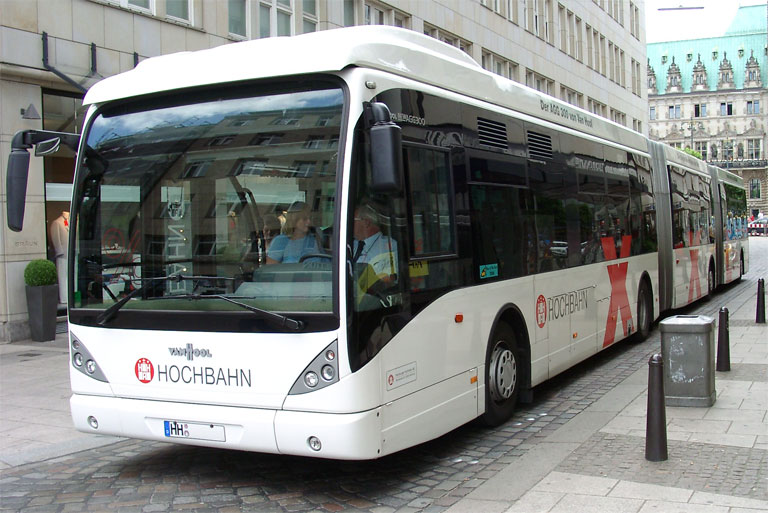
Van Hool AGG300

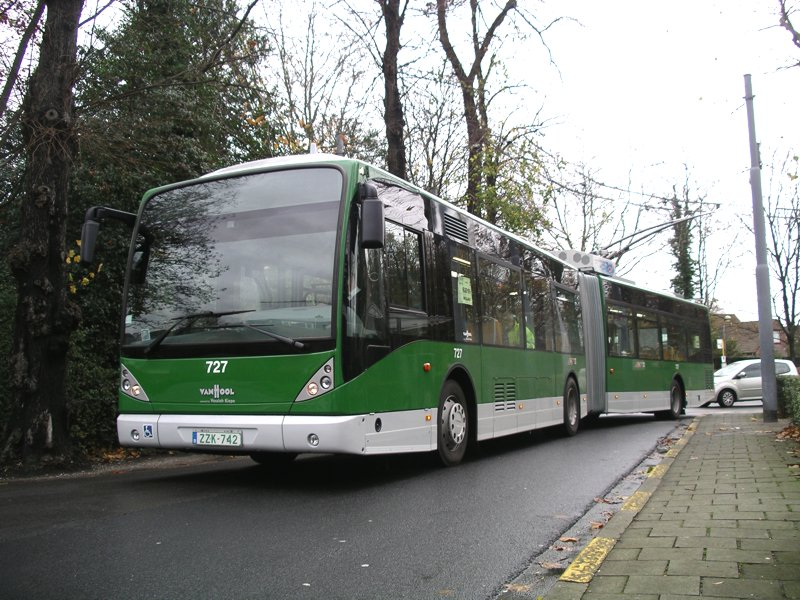
Тролейбус Van Hool AG300T

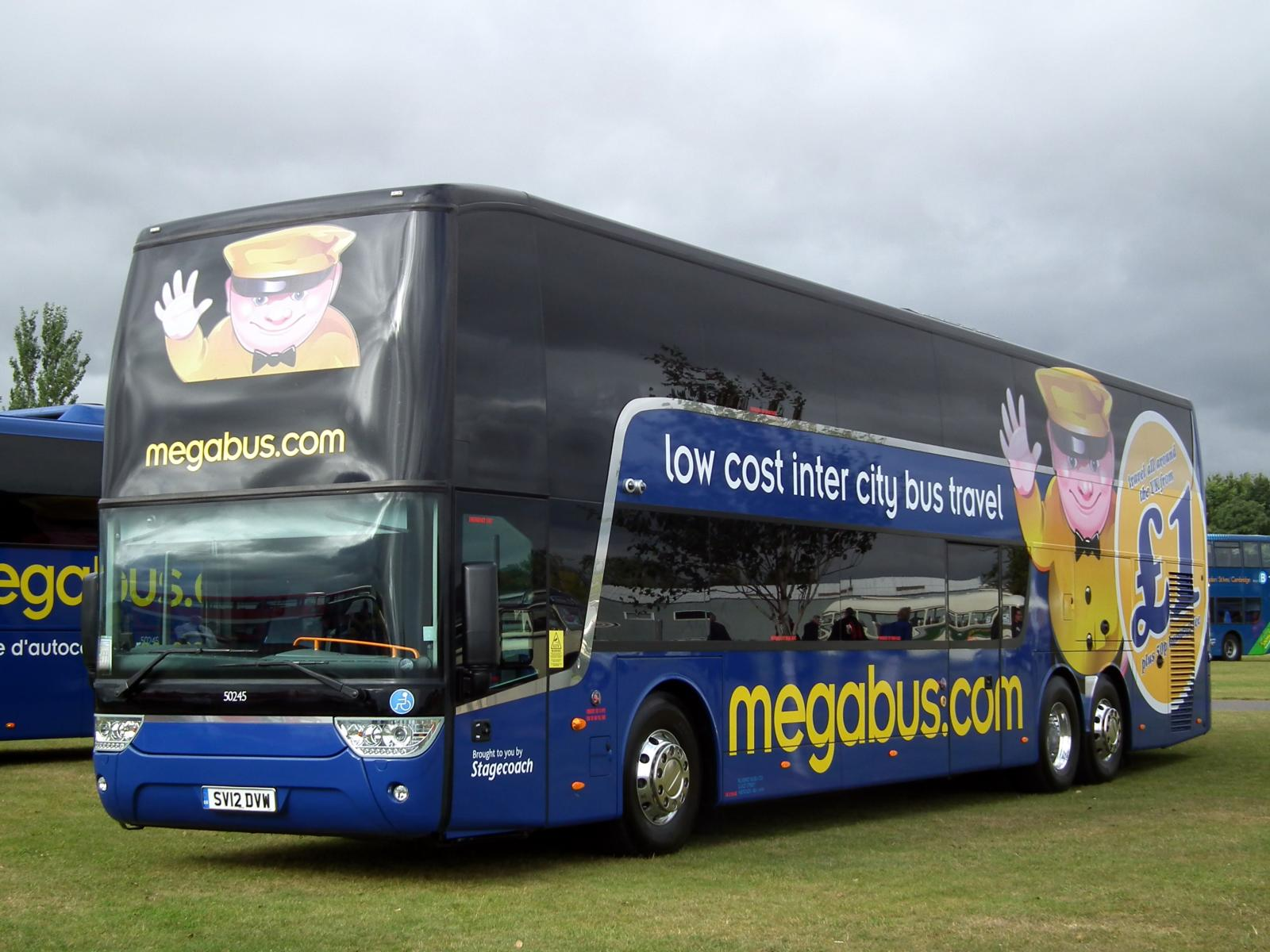
Van Hool TDX27

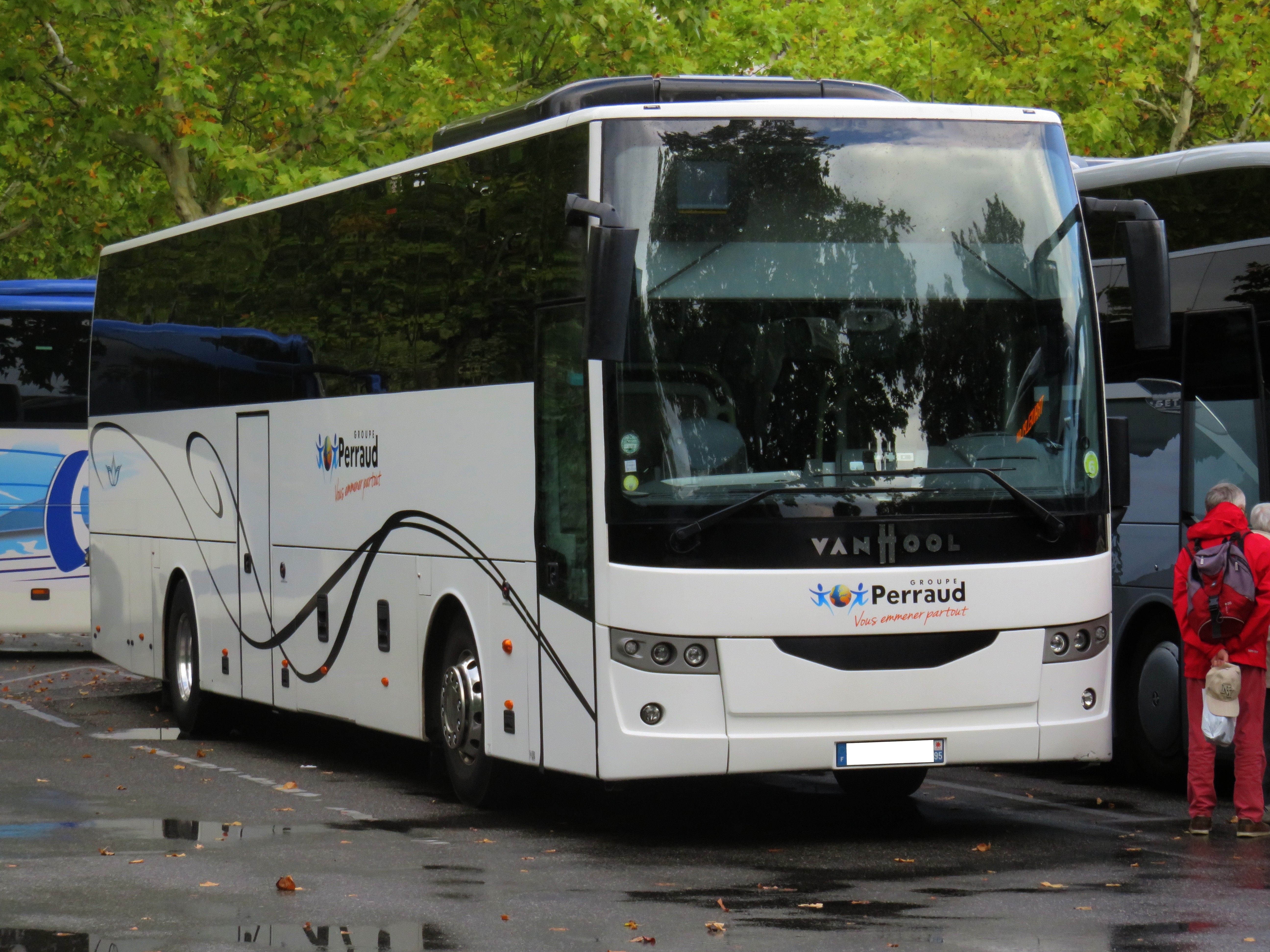
Van Hool EX16M

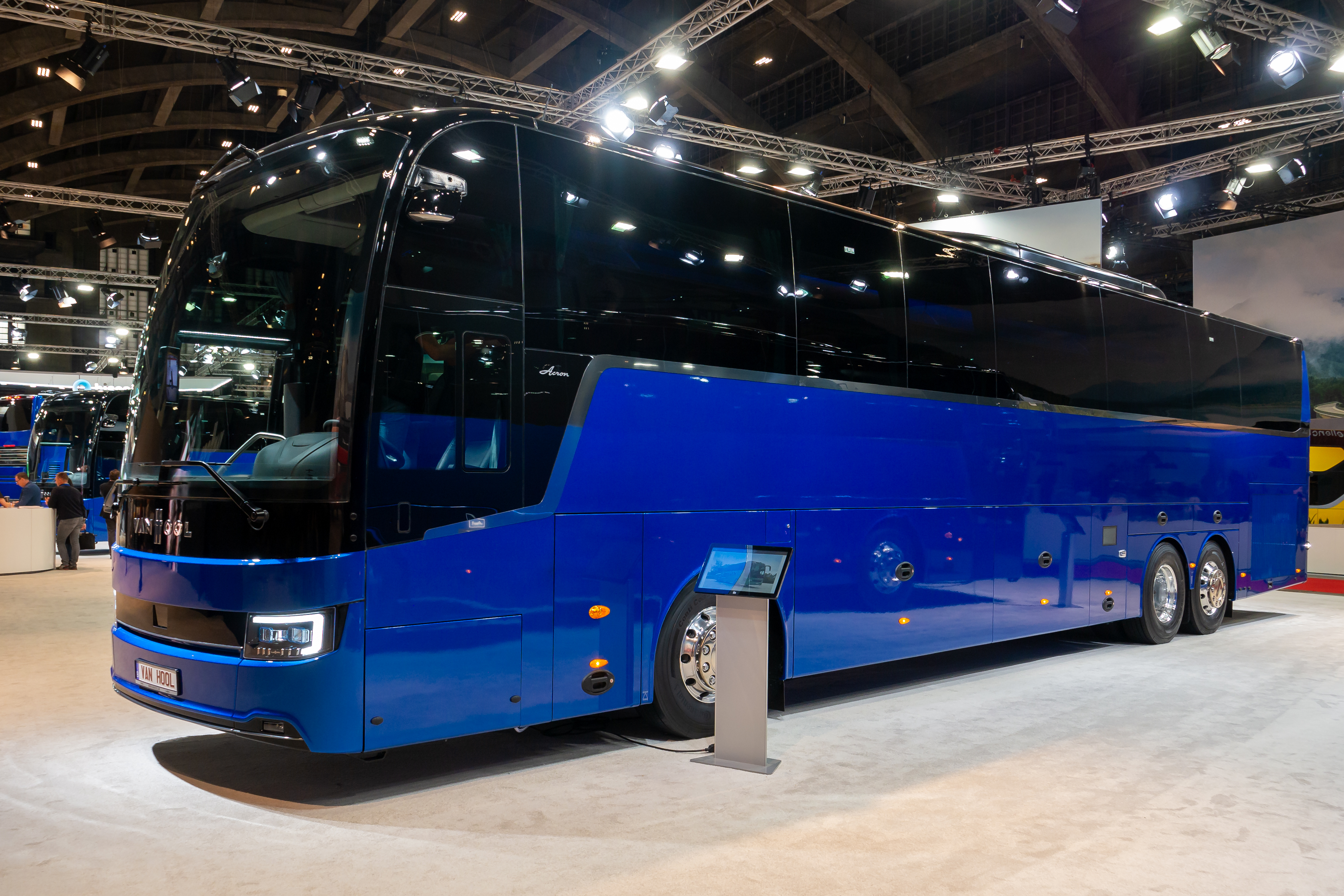
Van Hool T17 Acron

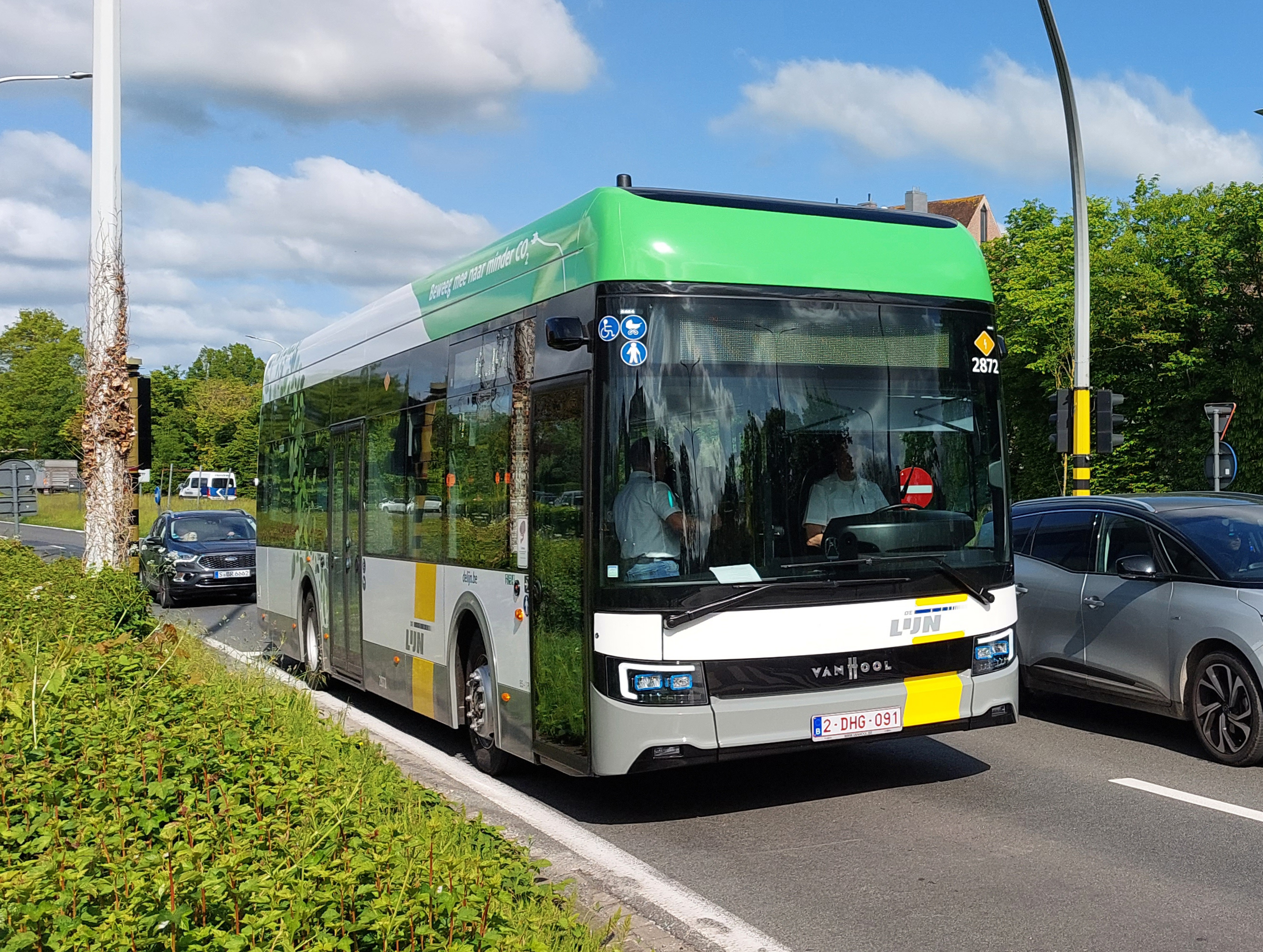
Van Hool A12 Electric

- 1947 рік — випуск першого автобусного кузова.
- 1957 рік — початок співпраці з Fiat VC.
- 1964 рік — запуск основного заводу.
- 1971 рік — заснування Van Hool España, S.A.  в Сарагосі, Іспанія.
- 1981 рік — закінчення співпраці з Fiat VC.
- 1983 рік — продаж Van Hool España, S.A.  (після продажу завод перетворений в Hispano Carrocera, S.A.L.).
- 1990 рік — покупка бельгійського заводу LAG Bus і перейменування його в EOS Coach Manufacturing Company, виробництво моделей EOS 80, 90, 90L, 100, 200, 200L, 233.
- 2002 рік — припинення виробництва автобусів EOS, завод перепрофільований на виробництво моделей Van Hool серії CL и TL.
- 2022 рік — почалось виробництво моделей Van Hool T-серії.[2]

### Банкрутство
11 березня 2024 року було оголошено, що до 2027 року може бути скорочено до 1100 робочих місць. Виробництво міських автобусів буде припинено на бельгійському об'єкті та в майбутньому буде здійснюватися на заводі в Скоп'є. Виробництво напівпричепів залишається на заводі в Конінгсхуікті.
19 березня 2024 року до Комерційного суду Мехелена було подано заяву про захист від кредиторів.
26 березня 2024 року повідомлялося, що як голландський виробник автобусів VDL, так і бельгійська група Dumaray зацікавлені в придбанні Van Hool. 8 квітня 2024 року Комерційний суд у Мехелені оголосив Van Hool банкрутом після подання заяви про банкрутство. Працівників звільняють. Хоча VDL має намір взяти на себе автобусний підрозділ і зосередитися, зокрема, на міжміських перевезеннях, для яких буде знову прийнято на роботу від 300 до 600 співробітників, розглядається питання про припинення виробництва регулярних автобусів. Schmitz Cargobull планує взяти на себе виробництво напівпричепів, для чого планується повторне працевлаштування 350 співробітників.

## Автобуси

### Van Hool, Серія А3
А300 — наднизькорамний автобус, індекс якого повідомляє про нове рекордне досягнення — висота підлоги від дороги — 300 мм, а з повним навантаженням — 260 мм. Автобус виконаний на колісній базі 5840 або 6100 мм, має габаритну довжину 11540-11975 мм, забезпечений двома або трьома бічними двостулковими дверима шириною по 1200—1300 мм. Місць для сидіння всього 19-24, але загальна місткість досягає 120 чоловік.
На базі А300 створені гібридні варіанти з дизель-електричною трансмісією і автобуси, що працюють на стиснутому природному газі. Сімейство А300 включає 8-метровий 60-місцевий варіант А308 потужністю 155 к.с., приміський 2-дверний автобус А320, посилений міської 3-дверний варіант А330, міжміський А360 із заднім розташуванням силового агрегату і піднятою задньою частиною статі, а також тролейбус А300Т . Крім того, невеликими серіями випускаються зчленований приміський 150-місний автобус AG318 де цифра 18 є довжиною автобуса і загальною масою 26,5 т, забезпечений 46 посадочними місцями, і аналогічний йому міський тролейбус AG318T. Вершиною технічної творчості Van Hool можна вважати зчленований низькорамний 3-секційний автобус AGG300 довжиною 24,6 м для обслуговування масових заходів, що вміщає до 270 чоловік. Такі автобуси працюють в Гамбурзі на маршруті номер 5.

### Van Hool, Серія А5
А500 — 100-місний наднизькорамний міський автобус, повною масою 18,1 т, що отримав своє позначення по висоті розташування підлоги салону від поверхні дороги — 500 мм.
Автобус випускався з колісною базою 5500 або 5670 мм, мав довжину 11625-11790 мм і габаритну висоту 2880 мм. Внутрішня висота салону становила 2235 мм. З використанням конструктивних принципів А500 досі випускаються компактні автобуси А507 і А508 довжиною 7 і 8 м, а також приміський 87-місцевий варіант А600 потужністю 252 л. с. і зчленований AG700 з висотою підлоги 680

### Van Hool, Серія Т9
Базовою моделлю сімейства Т9 вважається 12-метровий туристський Т915 Acron з габаритної шириною 2550 мм і високим розташуванням салону. Він пропонується з дизелем MAN заднього розташування потужністю 310—380 к.с., механічною 6-ступінчастою коробкою передач ZF, пневматичною підвіскою, передніми дисковими гальмами і незалежною підвіскою. Салон на 36-53 місця обладнаний автоматичною кліматичною установкою, шкіряними сидіннями, обробкою з натурального дерева, дисплеями на рідких кристалах, за якими пасажир може стежити за маршрутом руху автобуса. Новинкою 2000 став спрощений 310-сильний варіант Т915CL для місцевого сполучення місткістю 53-55 пасажирів з габаритної висотою 3210 мм, висотою розташування статі 860 мм і багажниками ємністю 4,1 м3. Міжміський 55-місцевий варіант Т915TL має габаритну висоту 3340 мм і висоту підлоги 1150 мм. Розвитком базової моделі стали туристичні автобуси вищого класу Т917 Acron і Т918 Altano (6x2) довжиною 13,7 м з підвищеним і високим розташуванням салону на 40-55 чоловік. Потужність заднього вертикально розташованого двигуна становить 380—420 л. с. Нову гамму замикає 3-вісний 2-поверховий автобус TD927 Astromega (6х2) місткістю до 74 осіб, хоча зазвичай 25-30 пасажирів розташовуються на другому поверсі, а перший рівень відведено під багажник і побутові приміщення.
- Van Hool A300
- Van Hool A308
- Van Hool A318
- Van Hool A320
- Van Hool A330
- Van Hool A360
- Van Hool A600
- Van Hool AG300
- Van Hool AG500
- Van Hool AGG300
- Van Hool 915/916 CL
- Van Hool 915/916 TL
- Van Hool T915/T916 Atlon
- Van Hool T911/T915/T916 Alicron
- Van Hool T915/T916/T917 Acron
- Van Hool T916/T917 Astron
- Van Hool T916/T917 Astronef
- Van Hool T917/T918/T919 Altano
- Van Hool TD925/TD927 Astromega

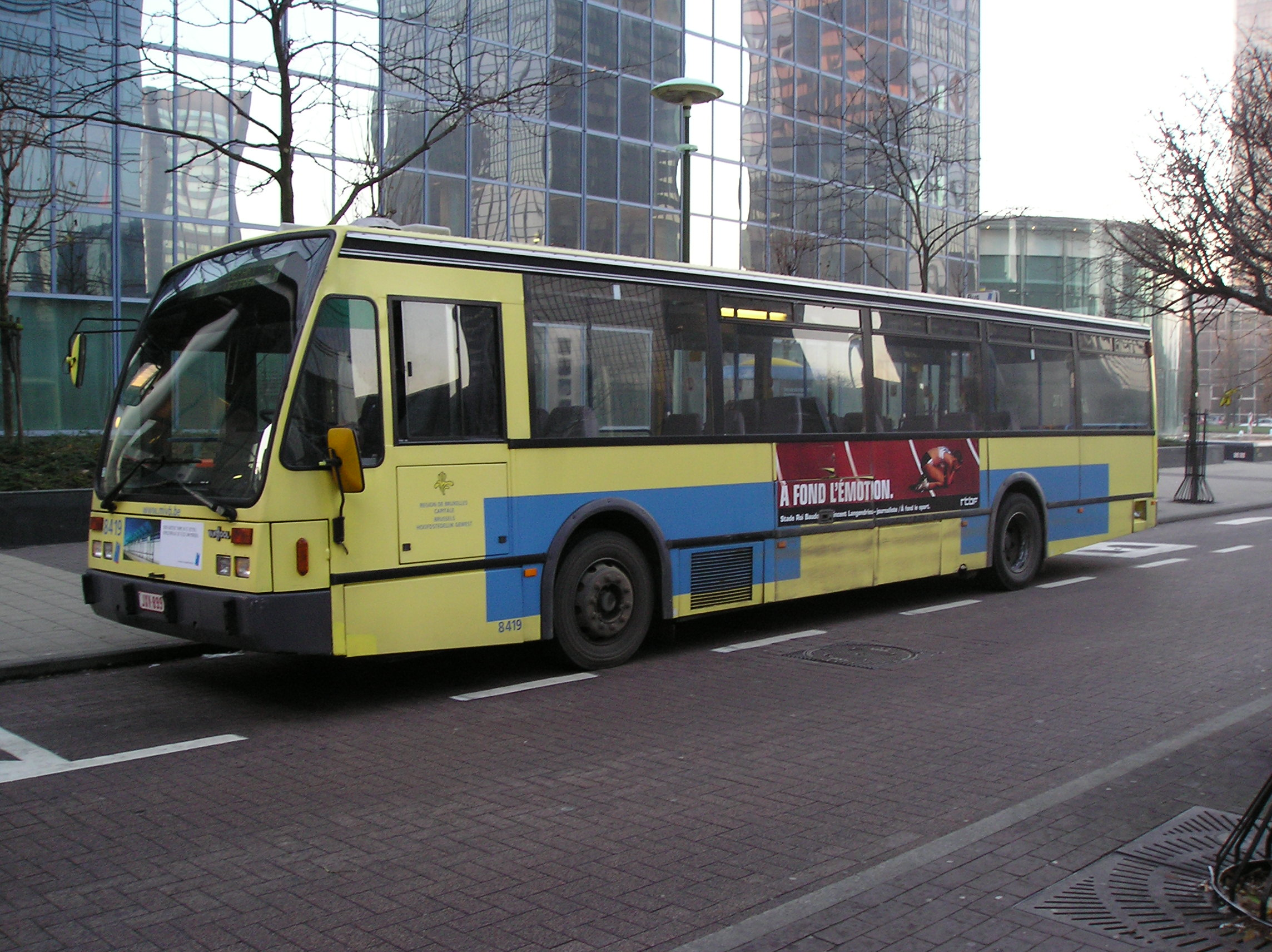
Міський автобус Van Hool A500

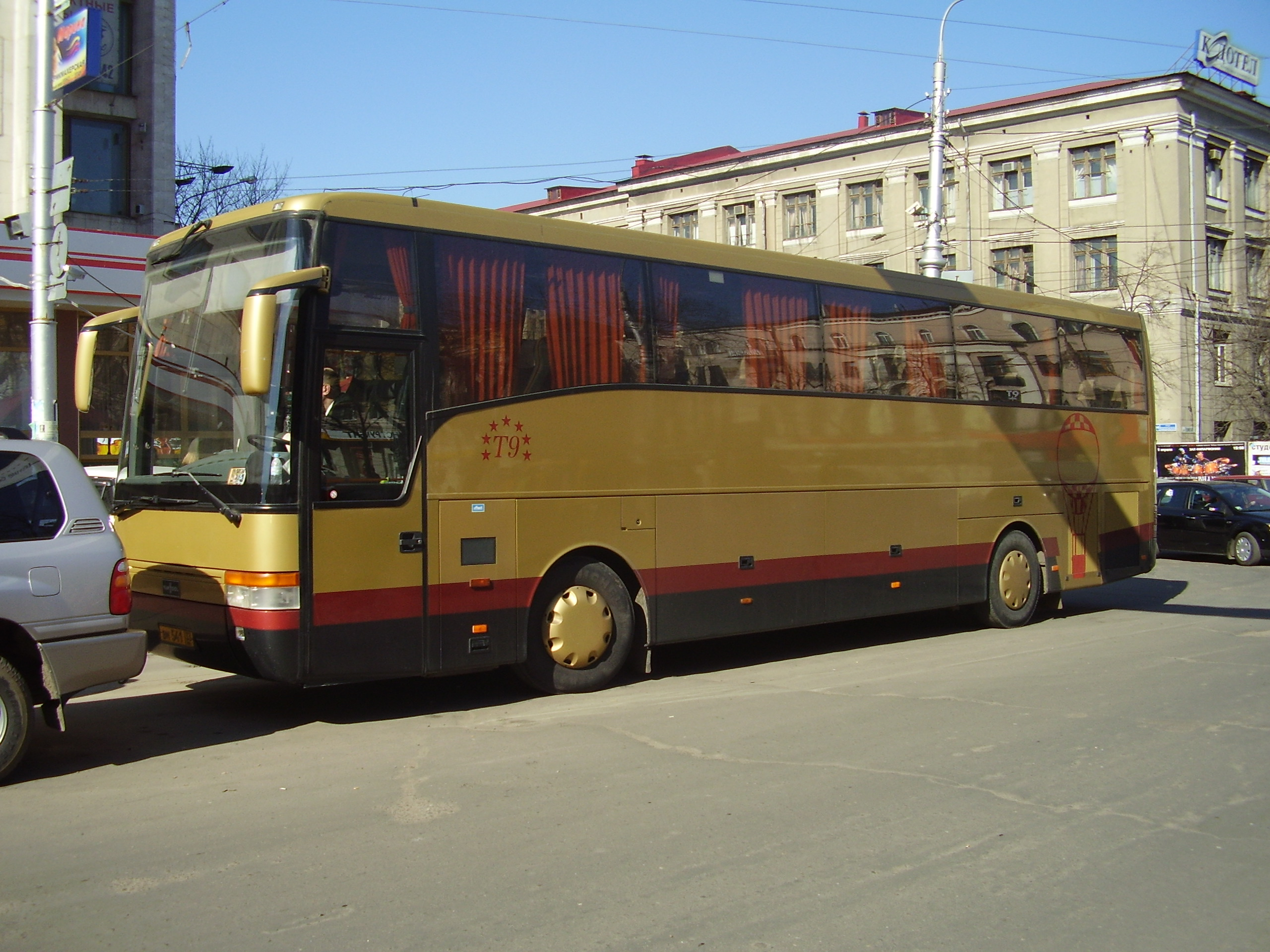
Van Hool T 915 Acron

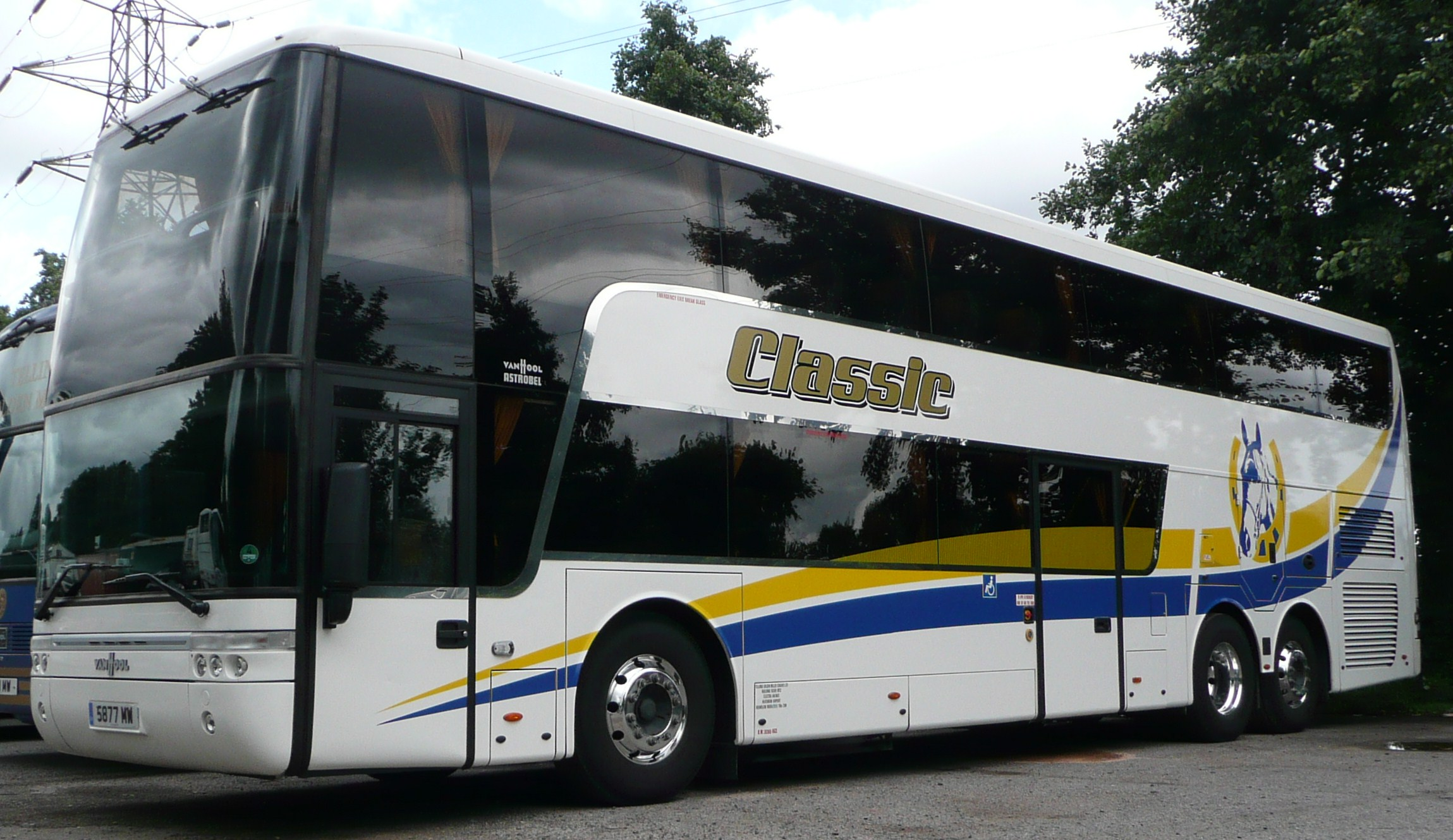
Van Hool T9 Astrobel на шасі Volvo B12BT 6x2

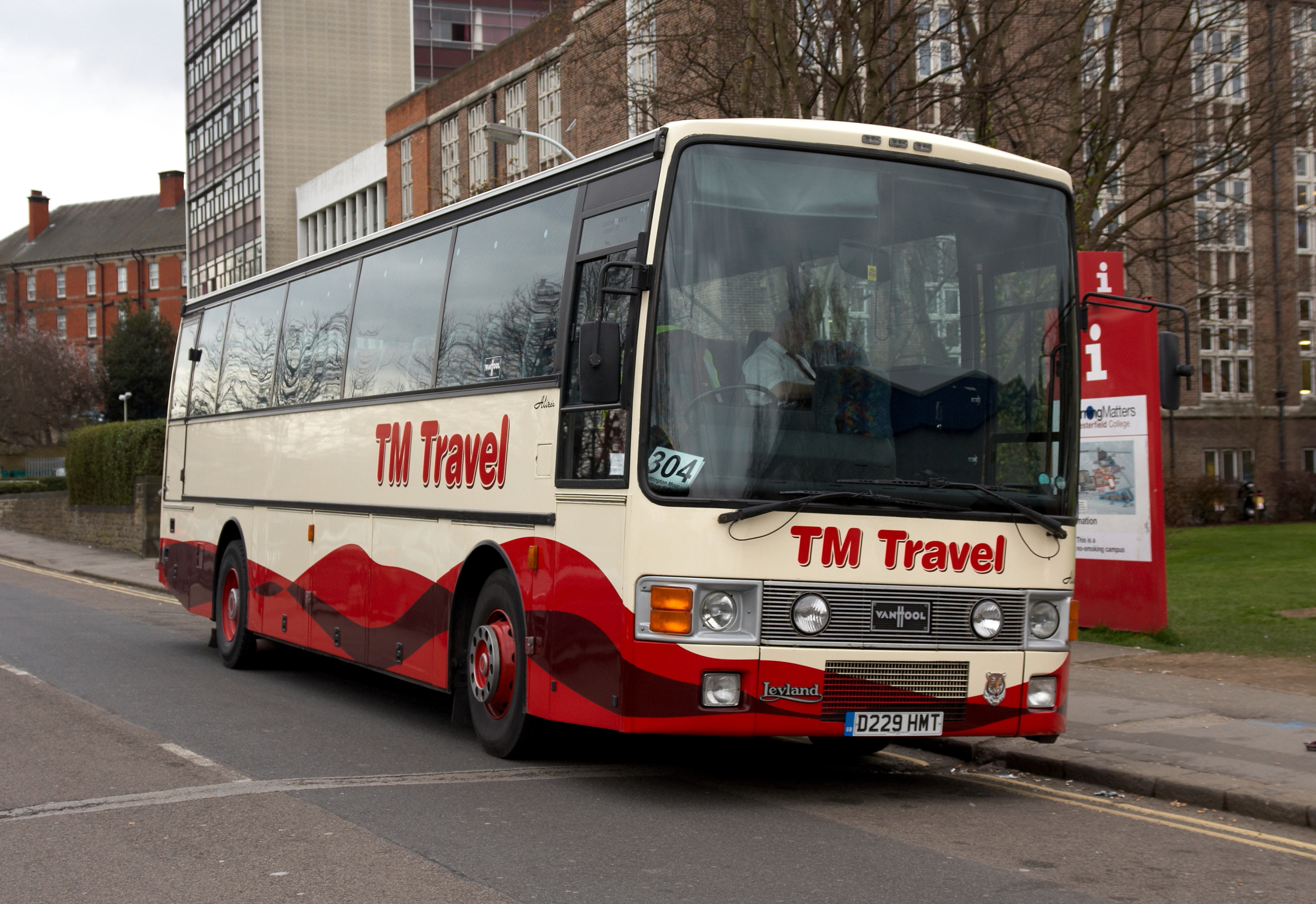
Van Hool T8 Alizée на шасі Leyland Tiger

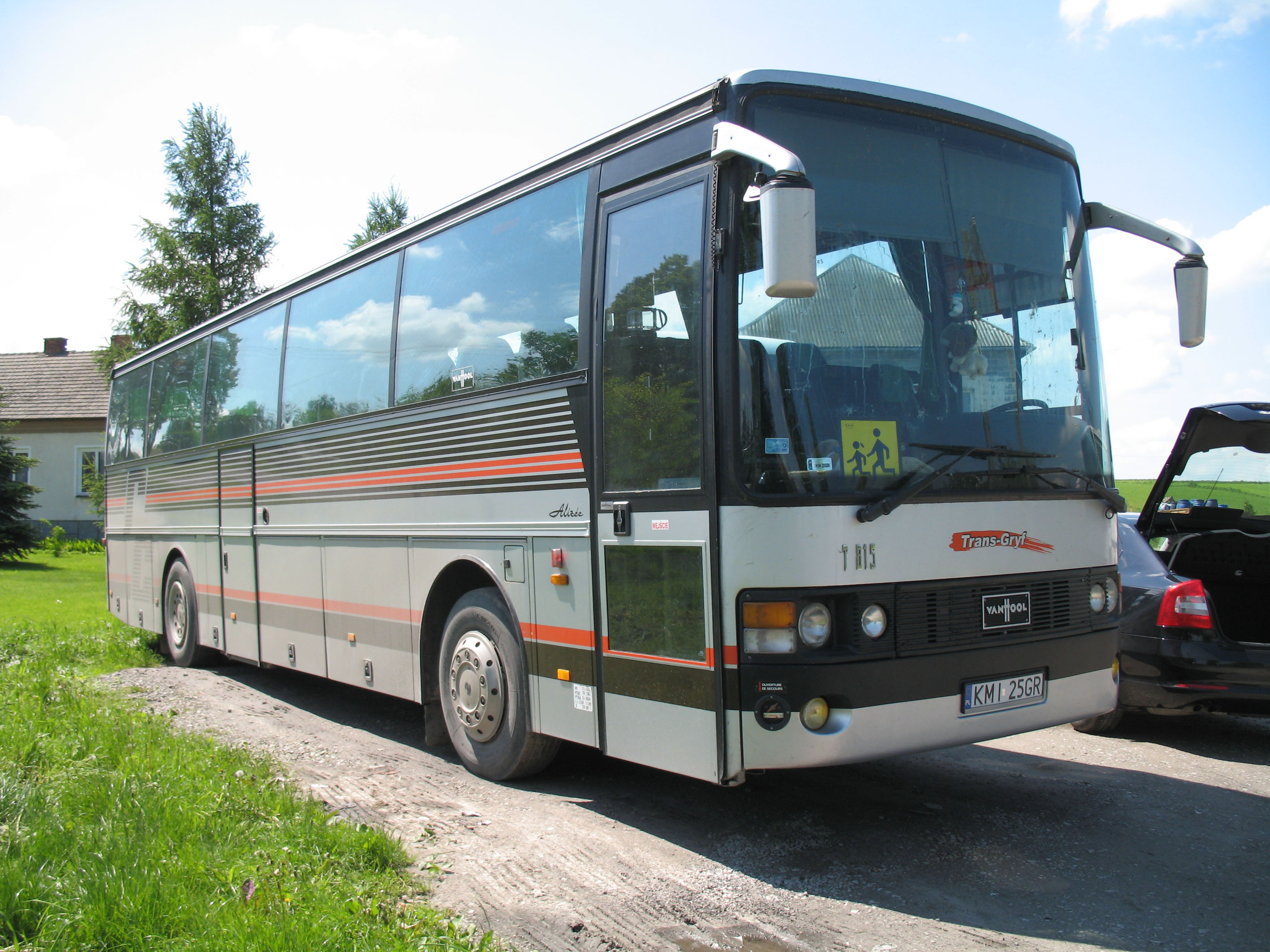
Van Hool T815 Alizée

- Van Hool T9 Alizée (на шасі Scania, Volvo, VDL)

## Старі моделі Van Hool серії T8/T9
- T813/815/819CL
- T815TL
- T809/811/812/813/814/815 Alizée
- T815 Alicron / Alicron Royal
- T815/817/819 Acron / Acron Royal
- T816 Altano / Altano Royal
- T818 Astron
- T820 Amarant
- TG821CL
- TG821/822 Alligator
- TD824/827 Astromega
- TD924 Astromega
- Van Hool T8/T9 Alizée (Автобуси на шасі різних виробників: Scania, Volvo и т. п.).
- Van Hool T8/T9 Astral (Автобуси на трьохосному середньомоторному шасі Volvo B10M/B12M або трьохосному задньомоторному шасі Scania).
- Van Hool T8/T9 Astrobel (Двоповерховий автобус, аналогічний Astromega, на шасі Scania або Volvo).

## Автобуси на водневих паливних елементах
Van Hool спільно з компаніями ISE Corp (США) и UTC Power (США) розробляють і виготовляють гібридні автобуси на водневих паливних елементах.
Автобуси випробовуються в США, Бельгії, Італії. Зацікавленість в гібридних автобусах виявляв також муніципалітет Хайфи. Ізраїль планував використовувати 18-метрові гібридні автобуси серії AG300 для системи громадського транспорту «Метроніт».
На автобусах встановлено паливні елементи UTC Power потужністю 120 кВт, Електродвигуни Siemens AG, високотемпературні акумулятори Sodium Nickel Chloride «Zebra». Максимальна швидкість автобуса 105 км / год. Дальність пробігу на одній заправці 400—480 км.